# Бентли, Джек (бейсболист)
Джон «Нидлз» Бентли (англ. John "Needles" Bentley; 8 марта 1895 года, Сэнди-Спринг, Мэриленд — 24 октября 1969 года, Олни, там же) — американский бейсболист, питчер и пинч-хиттер. С 1913 по 1927 годы (с перерывами) выступал в Главной лиге бейсбола за команды «Вашингтон Сенаторс», «Нью-Йорк Джайентс» и «Филадельфия Филлис».

## Карьера
Джон Бентли родился 8 марта 1895 года в преуспевающей семье квакеров на ферме неподалёку от Сэнди-Спринг, штат Мэриленд. В 1913 году присоединился к «Вашингтон Сенаторс». Дебютировал 6 сентября в игре с «Нью-Йорк Янкис», выйдя на горку в девятом иннинге и заработав сэйв. за которых выступал до 1916 года, несколько раз отправлялся в низшие лиги, где выступал за команду Дабл-Эй «Миннеаполис Миллерс» в Американской Ассоциации. В начале 1917 года присоединился к команде Международной лиги «Балтимор Ориолс», но в июле был призван в армию. Предполагалось, что он попросит об освобождении от службы как квакер, однако он предпочёл пойти в армию и отправиться в Европу на поля Первой мировой войны. В марте 1918 года 313-й пехотный полк Бентли был размещен в Форт-Миде, штат Мэриленд, вскоре после чего он был направлен во Францию. В общей сложности служба игрока составила 19 месяцев.
По возвращении в Америку продолжал выступать за «Ориолс» до 1922 года, когда закончил сезон с разницей побед и поражений 13—2 и ERA 1,73. Тогда он был одной из самых известных звёзд лиги, и к нему обратились «Нью-Йорк Джайентс» с предложением вернуться в МЛБ. Сделка по переходу игрока из системы «Сенаторс» обошлась «Джайентс» в беспрецедентные по тем временам 72 тысячи долларов. Бентли был хорошим отбивающим питчером, а также сыграл 59 игр как игрок первой базы и три игры как правый филдер. В первом же сезоне он набрал процент отбивания 42,7, а на горке показал рекорд 13—8, чем помог «Джайентс» выиграть вымпел Национальной лиги и выйти в Мировую серию, где они уступили «Янкис». В следующем сезоне «Джайентс» вновь вышли в Мировую серию, где проиграли «Сенаторс». В обоих финалах Бентли выступал и как питчер, одержав одну победу и три поражения и показав ERA 4,94, и как бэттер, отбивав 41,7 и набрав хоум-ран и два RBI. Он был последним питчером, вышедшем на поле в роли пинч-хиттера в Мировой серии до Зака Гринки в 2021 году.
В дальнейшем продолжал выступление за «гигантов» до 1927 года, ненадолго отлучившись в 1926 году в «Филадельфия Филлис». В 1928 году в составе «Ньюарк Бирс» из Международной лиги завершил карьеру. Его карьеру называют жертвой обстоятельств, не позволившей «Джайентс» выиграть седьмой матч Мировой серии 1924 года. Всего в МЛБ провёл 138 игр как питчер с рекордом 46—33, ERA 4,01 и 259 страйк-аутами и 287 игр как бэттер с процентом отбивания 29,1, 170 хитами и 71 RBI. После выхода на пенсию у Бентли не было финансовых проблем. Во время карьеры в Высшей лиге он нарастил состояние, занимаясь продажей автомобилей и разведением охотничьих собак зимой: одно время у него было более сотни собак в стае. Позже он стал торговым представителем. Скончался Бентли 24 октября 1969 года в Олни, штат Мэриленд в возрасте 74 лет.